# Josef König (Geistlicher)
Josef König (* 28. Juni 1904 in Hausach; † 13. Mai 1945 in Waldshut) war ein deutscher römisch-katholischer Geistlicher und Märtyrer.

## Leben
Josef König wuchs als Sohn eines Schlossermeisters im Schwarzwald auf. Er besuchte das Friedrich-Gymnasium in Freiburg im Breisgau und machte 1922 Abitur. Nach dem Theologiestudium in Freiburg wurde er am 19. März 1927 zum Priester geweiht. Die Stationen seines Wirkens waren: Hegne, Lauf (Baden) (1927), Durmersheim (1934), Schweinberg (Hardheim), Herrischried, Langenenslingen (1936) und Nöggenschwiel (1937, ab 1939 als Pfarrer).
In Nöggenschwiel bei Waldshut geriet Pfarrer König zunehmend in Konflikt mit den Nationalsozialisten. Am 2. November 1944 tat er eine Äußerung gegen die deutsche Kriegspropaganda, wurde denunziert und verbrachte fünf Monate im Gefängnis in Waldshut. Zwar wurde er am 20. April 1945 entlassen, doch flammte eine bereits 1927 diagnostizierte Schizophrenie wieder auf und er starb in geistiger Verwirrung am 13. Mai 1945.

## Gedenken
Die deutsche Römisch-katholische Kirche hat Josef König als Märtyrer aus der Zeit des Nationalsozialismus in das deutsche Martyrologium des 20. Jahrhunderts aufgenommen. Sein Name steht auf der Gedenktafel in der Wallfahrtskapelle Maria Lindenberg (St. Peter). Am 22. August 2016 wurde für ihn in Nöggenschwiel ein Stolperstein verlegt.

## Einzelnachweis
1. ↑  Stolperstein

| Personendaten    | Personendaten                                           |
| ---------------- | ------------------------------------------------------- |
| NAME             | König, Josef                                            |
| KURZBESCHREIBUNG | deutscher römisch-katholischer Geistlicher und Märtyrer |
| GEBURTSDATUM     | 28. Juni 1904                                           |
| GEBURTSORT       | Hausach                                                 |
| STERBEDATUM      | 13. Mai 1945                                            |
| STERBEORT        | Waldshut                                                |